# Madadayo
Madadayo é um filme japonês de 1993, o último dirigido e escrito por Akira Kurosawa.

## Sinopse
O filme é baseado na história real do professor Uchida Hyakken, que se aposentou depois de 30 anos lecionando literatura alemã para se tornar escritor. Com grande carisma e humor peculiar, conquistou o repeito e a amizade de seus alunos na forma de comemoração: todos os anos, no dia de seu aniversário, era comemorado o "Madakai", quando os alunos perguntam "Mada kai?" (Pronto?), e ele depois de uma imensa taça de cerveja respondia "Mada dayo!" (Ainda não!) significando que seus alunos teriam que "agüentá-lo" por mais um ano.